# عادل البربري
عادل البربري (بالإنجليزية: Adil Barbari)‏ (27 مايو 1993 في القنطرة، بسكرة - ) دراج من الجزائر.

## روابط خارجية
- عادل البربري على موقع الاتحاد الدولي للدراجات (الإنجليزية)
- عادل البربري على موقع أرشيف الدراجات (الإنجليزية)
- عادل البربري على موقع إحصائيات الدراجات الإحترافية (الإنجليزية)
- عادل البربري على موقع نسبة الدراجات (الإنجليزية)